# Andrea Griesebner
Andrea Griesebner (* 17. März 1964 in Schladming) ist eine österreichische Historikerin und Professorin für Neuere Geschichte am Institut für Geschichte der Universität Wien.

## Akademische Laufbahn
Andrea Griesebner studierte bis 1990 Geschichte, Politikwissenschaft und Feministische Wissenschaften an den Universitäten Salzburg und Wien. 1998 promovierte sie an der Universität Wien, 2001 folgte die Habilitation mit der Lehrbefugnis für Neuere Geschichte. Das Studienjahr 2002/03 verbrachte sie als Gastprofessorin an der Georgetown University in Washington DC., USA. 2019 wurde sie zur Professorin ernannt; von 2014 bis 2020 gehörte sie zum Leitungsteam des Instituts für Geschichte an der Universität Wien.
Bereits während ihres Studiums an der Universität Wien engagierte sie sich für eine Geschichtswissenschaft, die sich für den Lebensalltag von Frauen und Männern auch dann interessiert, wenn diese nicht den herrschenden und privilegierten Schichten angehörten. Als Studienrichtungsvertreterin setzte sie sich u. a. dafür ein, dass Studierende feministische Lehrveranstaltungen studienrichtungsübergreifend zu einer Fächerkombination „Feministische Wissenschaften“ bündeln konnten.
1989 gehörte sie zu den Gründungsmitgliedern der kurienübergreifenden Wiener Initiative für eine Stärkung der Frauenforschung und ihrer Verankerung in der Lehre. Im Verbund mit ähnlichen Initiativen an anderen österreichischen Hochschulen konnte die Verankerung von ehrenamtlichen Gleichbehandlungsbeauftragten im Universitätsgesetz, die Einrichtung von Koordinationsstellen für Frauenforschung sowie verschiedene Förderprogramme für Frauen in der Wissenschaft, darunter auch ein vom Ministerium extra finanziertes Kontingent für feministische Lehraufträge durchgesetzt werden. Von 1991 bis 1995 fungierte sie als erste Gleichbehandlungsbeauftragte der Geisteswissenschaftliche Fakultät. Als Kommissionsmitglied bzw. Beirätin begleitete sie die Arbeit der an der Universität Wien verankerten (interuniversitären) Koordinationsstelle für Frauenforschung seit ihrer Einrichtung 1993 bis zur Umwandlung in das Referat Genderforschung2005. Ebenfalls von Beginn an war sie Mitglied der verschiedenen Gremien zur Vergabe der Lehraufträge aus dem Sonderkontingents für feministische Lehrveranstaltungen. 2016 übernahm sie den Vorsitz des Genderausschusses der Historisch-Kulturwissenschaftlichen und der Philologisch-Kulturwissenschaftlichen Fakultät, welcher neben neun feministisch-kulturwissenschaftlichen Lehraufträgen auch über die erstmals 1999 vergebene Käthe-Leichter Gastprofessur entscheidet. Eine Kritik an der Aufteilung der alten Geisteswissenschaftlichen Fakultät übte Andrea Griesebner unter anderem anlässlich der Pensionierung ihrer Freundin und Kollegin, der Literaturwissenschaftlerin Birgit Wagner 2021.
Universitär engagierte sich Andrea Griesebner zudem in der zu Beginn interuniversitären – heute universitären – Forschungsgruppe Kulturwissenschaften / Cultural Studies. Mit finanzieller Unterstützung des österreichischen Ministeriums für Wissenschaft und Forschung organisierte die Forschungsgruppe 2002 die erste internationale Graduiertenkonferenz an der Universität, der bis 2009 weitere sechs internationale Graduiertenkonferenzen folgten. Die Tagungsbände aller sieben Konferenzen erschienen im Wiener Verlag Turia + Kant. Die Arbeitsgruppe organisiert bis heute das Erweiterungscurriculum Kulturwissenschaftliches Denken.
Die vielfältigen interdisziplinären Kooperationen führten auch in der Betreuung von Dissertanten zu Erfolgen. Drei von Andrea Griesebner mit Kollegen unterschiedlicher Disziplinen betreute interdisziplinäre Projekte wurden zwischen 2004 und 2019 in der Doc-Team-Förderschiene der ÖAW genehmigt.
Seit 2003 gehört sie zum Organisationsteam des AK Geschlechtergeschichte in der Frühen Neuzeit, wo sie zusammen mit Kollegen aus der Schweiz und aus Deutschland die jährlichen Tagungen des Arbeitskreises organisiert. 

## Forschungsschwerpunkte
Das Forschungsinteresse der feministischen Historikerin gilt den Konstruktionsprozessen der vorgeblich „natürlichen“ Geschlechterordnung und deren Auswirkungen auf den Alltag. In ihren quellenbasierten Forschungen fokussiert sie sich vor allem auf die Frühe Neuzeit, in regionaler Hinsicht vor allem auf das Erzherzogtum Österreich unter der Enns, ein Kerngebiet der Habsburger Monarchie, welches heute die österreichischen Bundesländer Wien und Niederösterreich umfasst.
Andrea Griesebner war eine der ersten Historiker, welche frühneuzeitliche Gerichtsakten auch für geschlechtergeschichtliche Forschungen produktiv machte. Entgegen der in den 1990er-Jahren üblichen Vorgangsweise, ein spezifisches Delikt in den Blick zu nehmen, ging sie in ihrer Monographie Konkurrierende Wahrheiten der generelleren Frage nach, welche Praktiken im 18. Jahrhundert als „Malefizverbrechen“ kriminalisiert wurden. Die außergewöhnlich dichte Überlieferung der Gerichtsakten eines südlich von Wien gelegenen Landgerichts diente ihr als historisches Laboratorium. Indem sie Strafnormen und Gerichtspraxis aufeinander bezog, konnten sie nicht nur die Bedeutung regionaler Strafgerichtsordnungen nachweisen, sondern auch zeigen, dass für die Bewertung von Handlungen unterschiedliche Kategorien von zentraler Bedeutung waren. Neben dem Geschlecht und dem sozialen Stand beeinflusste etwa auch der Sachverhalt, ob die Delinquenten am Ort "fremd" oder "einheimisch" waren, die Strafverfolgung und die Strafhöhe. Um die Interdependenz von Geschlecht mit anderen Kategorien zu analysieren, plädierte sie dafür, Geschlecht als eine „mehrfach relationale Kategorie“ zu konzeptualisieren. In ihrer 2005 veröffentlichten Feministische Geschichtswissenschaft. Eine Einführung legt sie die zentrale Bedeutung von Geschlecht im Formationsprozess der modernen Wissenschaften dar. Die Einführung bietet zudem einen konzisen Einblick in Fragestellungen und Konzepte der feministischen Theorie der zweiten Hälfte des 20. Jahrhunderts und diskutiert Forschungsansätze, die Geschlecht als analytisches Werkzeug begreifen. Eine überarbeitete, um eine kritische Auseinandersetzung mit dem Konzept der Intersektionalität erweiterte Neuauflage erschien 2012.
Ihre transdisziplinäre bzw. kulturgeschichtliche Zugangsweise verfolgte Andrea Griesebner auch in ihren weiteren Forschungen, wenngleich sie nun den Fokus von der Straf- zur Zivilgerichtsbarkeit, konkret zur Ehegerichtsbarkeit verschob. Vergessen waren in der österreichischen Geschichtsschreibung nicht nur, dass auch katholische Ehen geschieden werden konnten, sondern auch, welche Gerichte die Ehejurisdiktion ausübten. Zwei unter ihrer Leitung zwischen 2011 und 2017 an der Universität Wien durchgeführten Forschungsprojekte, die über Fördergelder des österreichischen Wissenschaftsfonds FWF finanziert wurden, setzten bei diesen offenen Fragestellungen an. Eine Teilkarenzierung an der Universität Wien zwischen 2011 und 2014 ermöglichte ihr eine intensive Forschungsbeteiligung. Mit über die Jahre wechselnden Mitarbeitern rekonstruierte sie die normativen Vorgaben und die zuständigen Gerichte für die Habsburger Monarchie. Die Gerichtspraxis der kirchlichen (bis 1783) und der weltlichen Gerichtsbarkeit (ab 1783) untersuchte das Team anhand ausgewählter Gerichte im Erzherzogtum Österreich unter der Enns. Für definierte Zeiträume konnten so die Ehekonflikte von nahezu 3000 Ehepaaren rekonstruiert werden. Die digitalen Möglichkeiten nutzend, wurden die Forschungsergebnisse sukzessive am Webportal Ehen vor Gericht veröffentlicht, in welches zudem auch eine Datenbank der Eheverfahren integriert ist.
Zwischen 2018 und 2020 leitete Andrea Griesebner ein weiteres, nun vom Jubiläumsfonds der Oesterreichischen Nationalbank finanziertes Forschungsprojekt zur Ehegerichtsbarkeit. Während in den vorangegangenen Projekten die Konflikte der Ehepaare im Zentrum standen, galt nun das Forschungsinteresse der Regelung der Trennungsfolgen. Auch wenn von Tisch und Bett getrennte (zeitlich befristet) oder geschiedene Katholiken weiterhin durch das sakramentale Eheband verbunden blieben, musste dennoch geklärt werden, ob und wie das gemeinsame Vermögen geteilt wurde, ob und wer Unterhalt in welcher Höhe erhielt und wer die Obsorge über welche Kinder übernahm. Je nach Scheidungsvariante – einverständlich versus strittig – entschieden darüber die Gerichte oder die Ehepaare in einem Scheidungsvergleich. Auch diese Forschungsergebnisse wurden in das Webportal Ehen vor Gericht integriert, welches seit 2016 zusätzlich auch in einer englischen Version verfügbar ist.

## Monographien und Herausgaben
- Gender and Divorce in Europe: 1600–1900. A Praxeological Perspective, edited by Andrea Griesebner and Evdoxios Doxiadis. Abingdon, Oxon; New York, NY: Routledge 2023.
- Streitpaar. Verfahren in Ehesachen. Frühneuzeit-Info. 26. Jg./2015, hg. mit Georg Tschannett.
- The Use of Court Records and Petitions as Historical Sources. Frühneuzeit-Info. 23. Jg./2012 (1+2), edited by Andrea Griesebner, Jonas Liliequist and Susanne Hehenberger.
- Feministische Geschichtswissenschaft. Eine Einführung. Zweite überarbeitete Auflage. Wien: Löcker 2012; Erstauflage: Löcker 2005.
- Konkurrierende Wahrheiten. Malefizprozesse vor dem Landgericht Perchtoldsdorf im 18. Jahrhundert (= Frühneuzeit-Studien, Neue Folge 3). Wien/Köln/Weimar: Böhlau 2000.